# بیراک توزوناتاچ
برراک توزون آتاچ (ترکی استانبولی: Berrak Tüzünataç؛ زادهٔ ۲ نوامبر ۱۹۸۴) هنرپیشه اهل ترکیه است.
از فیلم‌ها یا برنامه‌های تلویزیونی که وی در آن نقش داشته‌است می‌توان به رشک اشاره کرد.